# Бор (муніципальне утворення «Урдомське»)
Бор (рос. Бор) — присілок в Ленському районі Архангельської області Російської Федерації.
Населення становить 114 осіб. Входить до складу муніципального утворення Урдомське поселення.

## Історія
Від 2004 року входить до складу муніципального утворення Урдомське поселення.

## Населення
| 2002 | 2010 | 2012 |
| ---- | ---- | ---- |
| 184  | ↘156 | ↘114 |